# Nāḩiyat Qasţal Ma‘āf
Nāḩiyat Qasţal Ma‘āf (arabiska: ناحية قسطل معاف) är ett subdistrikt i Syrien.   Det ligger i provinsen Latakia, i den västra delen av landet, 260 km norr om huvudstaden Damaskus.
Runt Nāḩiyat Qasţal Ma‘āf är det tätbefolkat, med 493 invånare per kvadratkilometer.